# Аварійне оповіщення шахтне
Аварі́йне опові́щення (шахтне) — форма невідкладного (екстреного) інформування працюючих про небезпеку та необхідність переходу в безпечні місця або виходу на поверхню з підземних виробок.
Аварійне оповіщення включає:
- передачу інформації про небезпеку абонентам, які перебувають на робочих місцях;
- передачу їм розпоряджень та інструкцій;
- прийняття повідомлень від абонентів на диспетчерському пункті;
- здійснення двостороннього гучномовного зв'язку диспетчера з абонентами.

Здійснюється за допомогою спеціальної апаратури або комплексу технічних засобів аварійного шахтного зв'язку.